# Ilhas Cayman nos Jogos Olímpicos de Verão de 2004
Ilhas Cayman competiu nos Jogos Olímpicos de Verão de 2004, em Atenas, na Grécia.